# Asch
Asch é uma cidade pertencente ao município de Buren, na província de Guéldria, nos Países Baixos, e está situada a 9 km ao noroeste de Tiel.
Em 2001, a cidade tinha 400 habitantes e sua área urbana possuía 71 residências em 0.048 km².